# Антуса (Аттика)
Анту́са, Анфуса (греч. Ανθούσα) — малый город в Греции, северный пригород Афин. Расположен на высоте 340 м над уровнем моря, у подножия Пенделикона, в 14 километрах к северо-востоку от центра Афины, площади Омониас, в 2 километрах к северо-западу от Палини и в 12 километрах к северо-западу от международного аэропорта «Элефтериос Венизелос». Входит в общину (дим) Палини в периферийной единице Восточной Аттике в периферии Аттике. Население 2132 жителя по переписи 2011 года. Площадь 3,865 квадратного километрова. Жители преимущественно заняты в сельском хозяйстве.
Название деревни происходит от прозвища Богородицы — Процветающая (Ανθούσα от др.-греч. ἀνθέω — процветать) и связано с церковью Успения Богородицы в центре деревни.
По юго-западной окраине деревни проходит автострада «Аттика» (Α6), соединяющая Элефсис и Коропион. Южнее Антусы проходит проспект Маратонас (Λεωφόρος Μαραθώνος, национальная дорога ΕΟ54), соединяющий Афины и Рафину.
Западнее и южнее города находятся станции «Дукисис-Плакендиас» и «Палини», через которые проходят поезда железнодорожной линии «Аэродром» — «Патры» (аэропорт «Элефтериос Венизелос» — Патры) и Линии 3 (синей ветки) Афинского метрополитена.
Деревня создана в 1950-е годы, официально признана в 1961 году под названием Авлон (Αυλών), в 1979 году (ΦΕΚ 16Α) создано сообщество Антуса (κοινότητα Ανθούσης). До 1980-х годов деревня была малонаселённой. Четырехкратный рост населения деревни в 1980-е годы связан с превращением соседнего Палини в региональный центр. С 2010 года (ΦΕΚ 87Α) по Программе «Калликратис» сообщество входит в общину Палини.

Административное деление общины Палини:
1 — о. е. Антуса
2 — слева направо: о. е. Еракас и Палини

## Население
| Год  | Население, человек |
| ---- | ------------------ |
| 1981 | 577                |
| 1991 | 2889               |
| 2001 | 2389               |
| 2011 | ↘ 2132             |